# Glattrohrkanone

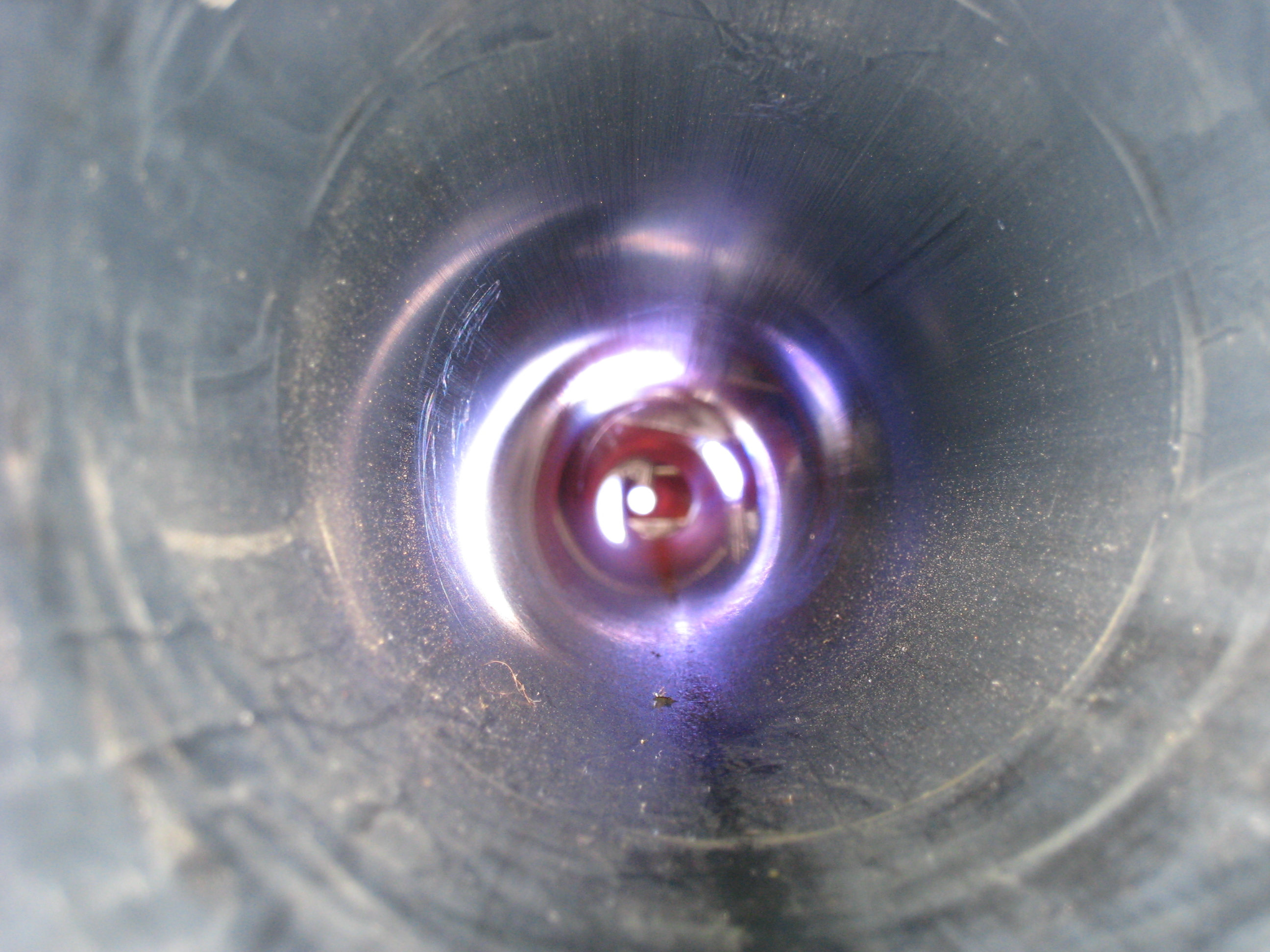
Blick von der Mündung aus in das Rohr einer Rheinmetall 120-mm-Glattrohrkanone

Vergleich von Glattrohr, konventionellen Zug-Feld-Profil und Polygonalprofil

Eine Glattrohrkanone ist in der Waffentechnik eine Kanone mit einem innen glatten Geschützrohr. Glattrohrwaffen sind die ursprüngliche Form der Feuerwaffen, bevor sie aufgrund der höheren Präzision durch Waffen mit gezogenen Rohren oder Läufen ersetzt wurden. Die Weiterentwicklung der Waffentechnik Mitte des 20. Jahrhunderts führte zur Entwicklung moderner Glattrohrkanonen, die auf einer veränderten Geschosstechnik basiert. Da durch das Fehlen von Feldern und Zügen im Rohr das Geschoss nicht in den stabilisierenden Drall versetzt wird, wird es durch Flossen oder Finnen stabilisiert. Glattrohrkanonen stellen heute weltweit die Standardbewaffnung für moderne Kampfpanzer dar.

## Geschichte und Entwicklung
Die Entwicklungsgeschichte der Glattrohrwaffen reicht von den frühen Feuertöpfen über Musketen bis zur Erbsenpistole und über Feldkanonen, Mörser und Karronaden bis zu modernen Hochleistungsgeschützen. Bis in die Mitte des 19. Jahrhunderts waren alle Kanonen Glattrohrkanonen, da sie Rundkugeln verschossen, die bei ihrer geringen Reichweite wenig Probleme in der Flugstabilisierung hatten. Während des Zweiten Weltkriegs wurden dann wieder Glattrohrkanonen erprobt, weil mit ihnen höhere Geschossgeschwindigkeiten erreicht werden können, was wiederum zu höherer Durchschlagsleistung führt.
1955 wurde mit der 100-mm-Panzerabwehrkanone T-12 in der Sowjetunion die erste moderne Glattrohrkanone in Dienst gestellt. Ende der 1950er-Jahre folgte die 115-mm-Glattrohrkanone U-5TS im Kampfpanzer T-62; sie war damit die erste moderne Panzer-Glattrohrkanone. Der U-5TS folgte Ende der 1960er-Jahre die D-81 mit einem Kaliber von 125 mm nach. Nachdem in der „westlichen Welt“ – insbesondere bei der Bundeswehr – Mitte der 1960er-Jahre Zweifel an der Leistungsfähigkeit der 105-mm-Kanone Royal Ordnance L7 gegenüber den neuen sowjetischen Panzermodellen aufkamen, wurde 1965 im Laufe der Entwicklung des Leopard 2 von Rheinmetall eine völlige Neuentwicklung begonnen, die innerhalb einer Entwicklungszeit von zehn Jahren zur 120-mm-Glattrohrkanone Rh 120 führte. Ein trinationales Vergleichsschießen zwischen den bisher gebräuchlichen 105- und 120-mm-Kanonen aus amerikanischer und britischer Produktion und der Rh 120 zeigte die Überlegenheit der neuen Entwicklung. Glattrohrkanonen wurden damit seit den 1960er- (Warschauer Pakt) beziehungsweise 1980er-Jahren (NATO) zur Standardbewaffnung moderner Kampfpanzer.
Auch in Zukunft werden diese Systeme weiterentwickelt. Die Entwicklung der Neuen Panzerkanone 140 im Kaliber 140 mm bei Rheinmetall wurde zwar eingestellt, weil der Einbau den kostspieligen Ersatz der Panzertürme zur Folge gehabt hätte. Dies wurde kompensiert, indem die L/55-Variante der 120-mm-Glattrohrkanone entwickelt wurde, die mit modernen Munitionsarten jegliche vorhandene Panzerung durchschlagen kann. Weitere Entwicklungen bewegen sich derzeit – neben einer weiteren Leistungssteigerung – in einer Reduzierung des Rückstoßes, um großkalibrige Glattrohrkanonen in leichtere Trägerfahrzeuge einbauen zu können (zum Beispiel die LLR L/47).
Neben der Weiterentwicklung der Rh 120 zur Version L/55A1 für bestehende Kampfpanzer befindet sich derzeit die Rheinmetall 130-mm-Glattrohrkanone für zukünftige Kampfpanzer in Entwicklung. Sie wurde erstmals 2022 im KF51 Panther vorgestellt.

## Hintergrund und Technik
Bei einem Geschützrohr mit Zügen ist der Innendurchmesser des Rohres geringfügig kleiner als das Führungsband beziehungsweise bei kleineren Kalibern der Außendurchmesser des Geschosses. Durch dieses „Überkaliber“ presst es sich in die Züge und wird von ihnen in eine Drallbewegung versetzt. Als Folge davon ergeben sich jedoch hohe Reibkräfte, welche die Beschleunigung des Geschosses durch die Treibladung verringern. Außerdem ist die Abdichtung der Treibgase gegen Felder und Züge geringer, was den effektiv erreichbaren Druck begrenzt.
Diese Einschränkung ist bei einer Glattrohrkanone reduziert, da die Abdichtung der Treibgase gegen das Rohr von einem Treibspiegel übernommen wird. So lassen sich mit derselben Treibladung wesentlich höhere Mündungsgeschwindigkeiten erzielen und extreme Gasdrücke realisieren (zum Beispiel bei der Rh 120 L/44 rund 7100 Bar). Die höhere Mündungsgeschwindigkeit und daraus resultierende größere kinetische Energie sorgen bei Wuchtgeschossen für eine deutlich höhere Durchschlagskraft. Ein weiterer Vorteil der Glattrohrkanone ist, dass sie wesentlich leichter zu reinigen ist.
Bei Hohlladungsgeschossen (HEAT – High Explosive Anti Tank) ist der fehlende Drall ein weiterer Vorteil, da die Rotation des Geschosses den Munroe-Effekt beeinträchtigt und zu einer Aufweitung des „Hohlladungsstachels“ führt. Auch andere Munitionsarten wie Rauchkörper oder Kartätschen können verschossen werden.

## Treibspiegelgeschosse

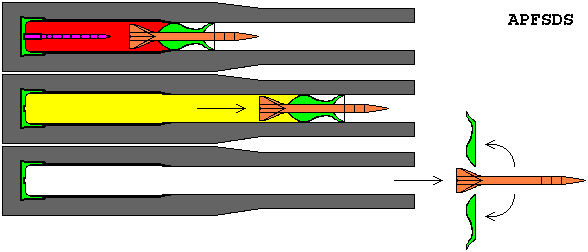
APFSDS, Armor Piercing Fin-Stabilized Discarding Sabot, panzerbrechendes flügelstabilisiertes Treibkäfiggeschoss

Eine Glattrohrkanone verfügt nicht über Felder und Züge, um dem Geschoss eine stabile Flugbahn zu geben. Daher werden diese flügelstabilisiert, das heißt, sie besitzen ein Leitwerk. Das Geschoss selbst ist ein unterkalibriges, pfeilartiges Geschoss und wird beim Abschuss im Rohr von einem Treibspiegel geführt, der kurz nach dem Verlassen des Rohres durch den hohen Luftwiderstand abfällt.
Scharfe Wuchtgeschosse verfügen über ein Flossenleitwerk, die Übungsmunition der Bundeswehr hingegen ist mit einem Lochkegelleitwerk ausgestattet, das den Sicherheitsbereich auf einen Bruchteil verringert. Somit kann auch auf kleineren Übungsplätzen geschossen werden. Die Flugeigenschaften sind allerdings nur auf den ersten Kilometern mit denen der scharfen Munition vergleichbar.

## Verbreitung
Durch politische und wirtschaftliche Verflechtungen gab es einen Technologietransfer in verschiedene Länder. Die USA setzen seit 1984 die M256, eine in Lizenz hergestellte Rh-120 im M1 Abrams ein. Israel entwickelte für den Merkava eine eigene Glattrohrkanone, die mit der 120-mm-NATO-Munition kompatibel ist. Auch der französische Leclerc ist mit einer Glattrohrkanone ausgerüstet und wurde an Saudi-Arabien und die Vereinigten Arabischen Emirate geliefert.
In den Staaten des ehemaligen Warschauer Paktes und den Nachfolgestaaten der Sowjetunion werden Glattrohrkanonen weiterhin entwickelt und eingesetzt. So folgte der U-5TS die D-81T im Kaliber 125 mm. Sie wurde in großer Stückzahl im T-72 verbaut. Die Nachfolgemodelle T-80 und T-90 setzen den Typ D-81TM und Weiterentwicklungen ein. Durch den Export dieser Panzer beispielsweise nach Indien und Kopien durch China für den Type 99 und andere sind sie heute weit verbreitet.